# Тратник, Ян
Ян Тратник  (словен. Jan Tratnik; род. 23 февраля 1990, в Любляне, СФРЮ) — словенский профессиональный  шоссейный велогонщик, выступающий за команду мирового тура «Jumbo-Visma». Многократный чемпион Словении в индивидуальной и групповой гонках.

## Достижения
2009
3-й Чемпионат Словении — Индивидуальная гонка U23
5-й - Трофей Пореча
10-й - Гран-при Португалии — Генеральная классификация U23
2010
1-й - Gran Premio della Liberazione
2-й - Джиро делле Реджони — Генеральная классификация U23
3-й Чемпионат Словении — Групповая гонка U23
4-й - Истриан Спринг Трофи — Генеральная классификация
2012
1-й  Чемпион Европы — Групповая гонка U23
2-й Чемпионат Словении — Индивидуальная гонка U23
4-й - Тур Фландрии U23
7-й - Trofeo Banca Popolare di Vicenza U23
9-й - Central European Tour Budapest GP
2014
3-й - Central European Tour Budapest GP
4-й - Тур Верхней Австрии — Генеральная классификация
4-й - Central European Tour Miskolc GP
5-й - Баня-Лука — Белград II
5-й - Гран-при Райффайзен
6-й - Трофей Пореча
7-й - Grand Prix Südkärnten
8-й - Visegrad 4 Bicycle Race
9-й - Гран-при Изолы
2015
1-й  Чемпион Словении — Индивидуальная гонка
1-й  Тур Восточной Богемии — Генеральная классификация
1-й - Этап 2
1-й  Тур Венгрии — Очковая классификация
1-й - Этап 5
1-й  Тур Австрии — Очковая классификация
4-й - Гран-при Адриа Мобил
6-й - Visegrad 4 Bicycle Race
10-й - Белград — Баня-Лука I
2016
1-й  Чемпион Словении — Групповая гонка
1-й  Тур Восточной Богемии — Генеральная классификация
1-й  — Очковая классификация
1-й - Этап 2
1-й  Истриан Спринг Трофи — Очковая классификация
1-й  Тур Словении — Горная классификация
2-й - Трофей Пореча
3-й - Рад ам Ринг
7-й - Тур Словакии — Генеральная классификация
1-й - Этап 5
9-й - Гран-при Изолы
2017
1-й  Тур Словакии — Генеральная классификация
1-й - Пролог
3-й - Тур Чехии — Генеральная классификация
4-й Чемпионат Словении — Групповая гонка
8-й - Вольта Алентежу — Генеральная классификация
10-й Чемпионат мира — Индивидуальная гонка
2018
1-й - Вольта Лимбург Классик
1-й - Этап 4 Международная неделя Коппи и Бартали
5-й - Брабантсе Пейл
9-й - Эшборн — Франкфурт

## Статистика выступлений

### Гранд-туры
| Гонка           | 2017 |
| --------------- | ---- |
| Джиро д'Италия  | 106  |
| Тур де Франс    | —    |
| Вуэльта Испании | —    |

| —  | Не участвовал  |
| НФ | Не финишировал |